# Criticismo
Il criticismo è un indirizzo filosofico che si propone di studiare e giudicare i problemi della conoscenza filosofica scomponendoli in problemi elementari, per cercare di risolverli. Esso restringe in tal modo il campo di indagine della filosofia, ma ritiene al contempo di acquisire una maggiore sicurezza sulla veridicità delle affermazioni che vengono fatte al suo interno.
Il metodo di cui si serve consiste nel criticare o analizzare la ragione tramite la ragione stessa, in modo da scoprirne i limiti e poter così giudicare fondati o infondati alcuni dei principi che essa suole affermare. Il criticismo è stato infatti chiamato anche filosofia del limite, in quanto tende a limitare o a circoscrivere le possibilità della conoscenza umana, per quanto in questo modo essa riesca ad approdare a forme di sapere più sicuro. Il criticismo, in fin dei conti, è un'analisi della ragione umana, che diventa insieme giudice e imputato nel tentativo di scoprire cosa può realmente conoscere e affermare con certezza.
Il maggior esponente di questa corrente filosofica è il pensatore tedesco Immanuel Kant, che ricorse alla metafora della colomba per illustrare come, a suo modo di vedere, i limiti imposti all'intelletto siano in realtà costitutivi della sua stessa possibilità di muoversi e di conoscere:

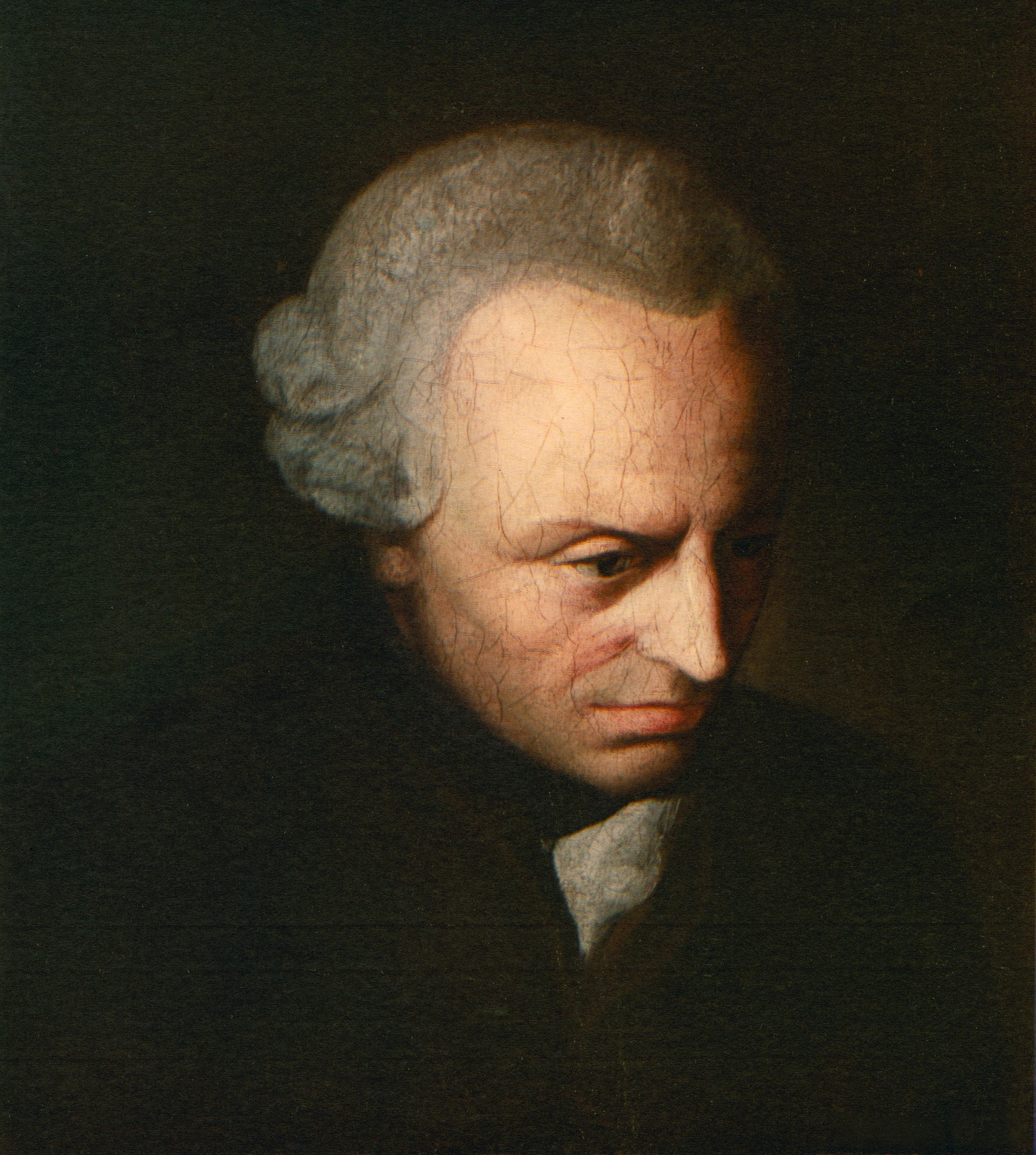
Immanuel Kant

(Immanuel Kant, Critica della ragion pura, trad. it.)

## Criticismo tra razionalismo ed empirismo
La nascita del criticismo si colloca in una situazione piuttosto particolare nel campo della filosofia: esso nasce alla fine del XVII secolo, momento in cui la ricerca filosofica si era fermata di fronte allo scontro tra due concezioni opposte e fino a quel momento inconciliabili: il razionalismo e l'empirismo. In particolare:
- Il razionalismo, rappresentato da Cartesio (1596-1650), Baruch Spinoza (1632-1677) e Gottfried Wilhelm von Leibniz (1646-1716), era quella corrente filosofica che si proponeva di spiegare tutta la realtà tramite la ragione, partendo dall'idea di Dio e dall'autocoscienza (il cogito ergo sum cartesiano). Si avvaleva, cioè, del solo strumento della conoscenza a priori. Il punto debole di questa corrente di pensiero, tuttavia, era rappresentato dall'impossibilità di affermare con certezza che il pensiero corrispondesse all'essere, che il piano logico corrispondesse al piano ontologico;

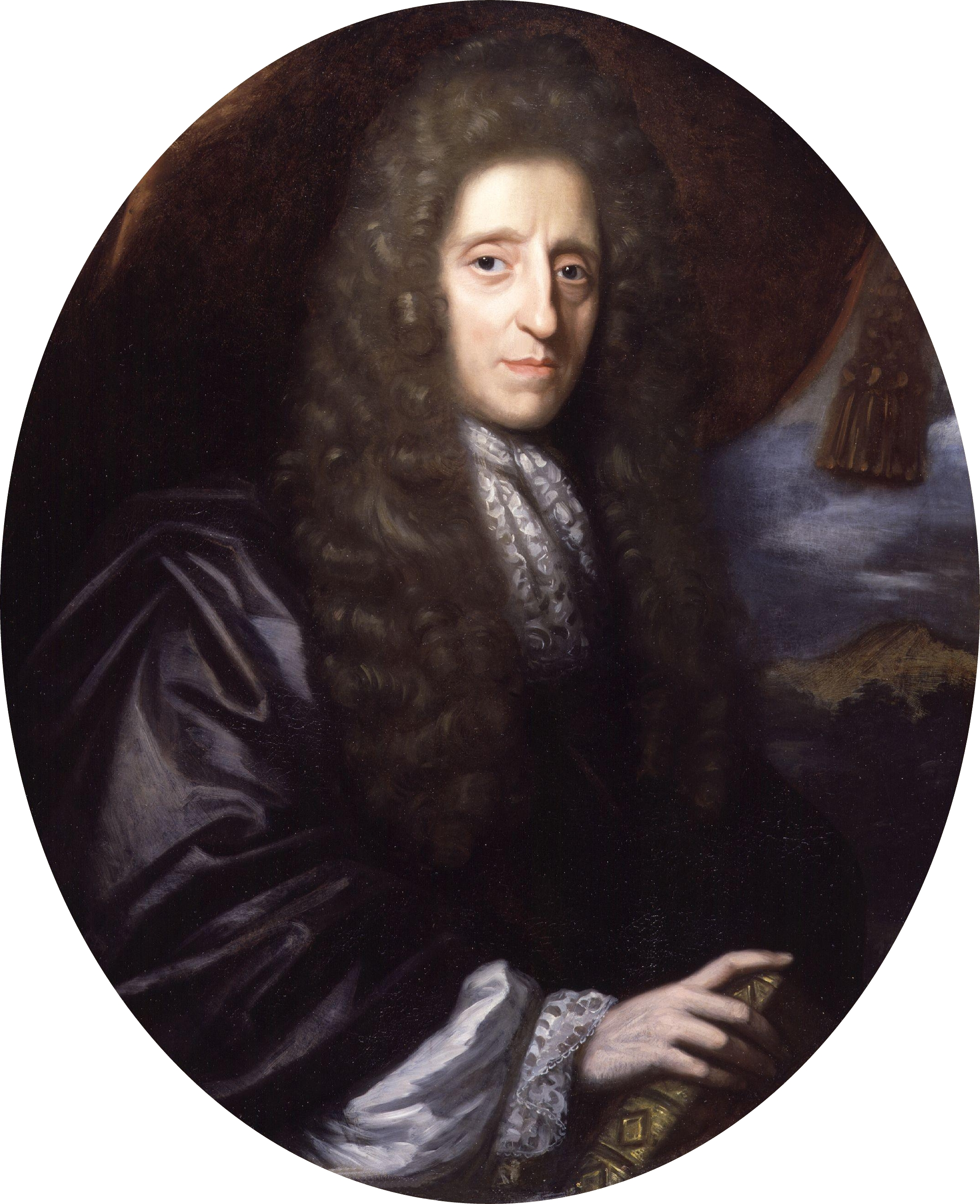
John Locke

- L'empirismo, rappresentato da John Locke (1632-1704), George Berkeley (1685-1753) e David Hume (1711-1776), era la corrente filosofica che affermava l'esatto contrario del razionalismo: secondo gli empiristi l'unico modo per conoscere la realtà circostante sono i sensi e le nostre percezioni. Essi, cioè, utilizzavano esclusivamente conoscenze a posteriori: in questo modo, però, le idee che ne derivavano non avevano valore universale, ma solo in quel momento ed in quella situazione particolari. Ne derivava, quindi, uno scetticismo, e un'impossibilità di conoscere qualcosa con sicurezza.[5]

Il criticismo supera questo dualismo e cerca di sintetizzarlo in un'unica corrente filosofica. Kant attua una vera e propria "rivoluzione copernicana" nel campo della conoscenza filosofica, perché, come Copernico aveva invertito il rapporto tra il sole e la terra, così il filosofo tedesco intende ora invertire i rapporti tra soggetto e oggetto della conoscenza. Mentre prima si pensava, in maniera dogmatica, che le forme del soggetto si adattassero passivamente alla natura, col criticismo si inaugura una nuova concezione per la quale è l'esperienza sensibile a venir modellata dalle nostre strutture mentali. Il tipo di conoscenza che Kant inaugura diventa così un accordo tra la conoscenza a priori dei razionalisti e la conoscenza a posteriori degli empiristi: si tratta infatti di una sintesi tra elementi a priori, già presenti nella mente del soggetto (quali ad esempio le categorie, o il concetto di spazio e tempo), ed elementi a posteriori provenienti dall'esterno, dall'oggetto da conoscere: il fenomeno.

## Il problema metafisico
Il criticismo, in tal modo, da un lato ammette che la conoscenza non deriva dall'esperienza, ma dall'altro esclude che la nostra ragione possa arrivare a conoscere ciò che è oltre l'esperienza stessa. Nel tentativo di indagare su quali aspetti del sapere ci si possa esprimere con certezza, Kant giunge a porre l'esistenza di alcuni limiti: al di là di questi limiti vi è l'idea di Dio e altre nozioni metafisiche. Egli inserisce il concetto di Dio come un postulato, in quanto non sarebbe possibile spiegarlo solo con gli strumenti della pura ragione.
In particolare sarebbe impossibile per Kant dimostrare l'esistenza di Dio perché, nel tentativo di farlo, la ragione entra inevitabilmente in una serie di antinomie, cioè in contraddizioni con sé stessa. Troverebbe infatti spiegazioni logicamente sensate sia ammettendo una possibilità che il suo opposto. Allo stesso modo sarebbe impossibile affermare con certezza se il mondo abbia un inizio e un termine spazio-temporale o piuttosto se sia infinito ed eterno, oppure se esista una libertà di scelta o viga solo il principio di causa-effetto.

### Dal criticismo all'idealismo
Seppure in linea con l'impostazione kantiana, Fichte ritiene che quella di Kant sia una posizione non del tutto critica, e anzi ancora dogmatica: essa infatti, prima di indagare le condizioni di validità della scienza e della morale, avrebbe dovuto ricercare le condizioni che legittimino se stessa e i risultati della propria indagine critica. Kant, in secondo luogo, continua a dare per scontata l'esistenza di un noumeno, di una realtà metafisica esterna, che contraddice l'impossibilità di attribuire alcunché di reale a quanto si trovi oltre l'esperienza sensibile. Per rimediare a queste aporie, Fichte è costretto ad ammettere che il limite costitutivo dell'uomo e di ogni nostro sapere non ci venga dall'esterno, ma sia un prodotto del nostro stesso Io, che decide di auto-limitarsi inconsciamente e così di rendersi finito, per rispondere a un'esigenza di natura altamente etica.
L'Io quindi non solo dà forma, ma anche contenuto alle nostre conoscenze. Sulla stessa linea Schelling, che si propone di interpretare il criticismo kantiano da un punto di vista metafisico, terreno da cui hanno avuto origine le contraddizioni e i malintesi circa il noumeno.
(Schelling, Panorama della più recente letteratura filosofica, 1797 )
Per Schelling la filosofia del limite va compresa nell'ottica di un idealismo trascendentale, cioè funzionale al costituirsi della realtà. Ciò significa che, da un lato, la finitezza e limitatezza dell'uomo è data dall'aspetto inconscio con cui l'Io pone il non-io: se fossimo già consapevoli di essere gli artefici del mondo svanirebbe infatti il nostro senso del limite. Al contempo però, se il soggetto tende all'oblio di sé nella sua opera creatrice, cioè a smarrirsi nell'andare verso l'oggetto, esiste nella Natura una tensione a compiere il cammino inverso, a ritornare a quell'unione originaria di coscienza e creazione che, seppur svelata dalla filosofia, appartiene soltanto all'Assoluto. In tal senso Schelling vede criticismo e dogmatismo non più contrapposti, ma complementari.
(Schelling, Lettere filosofiche su dogmatismo e criticismo, 1795-1796 )
In quanto riflessione puramente teorica, il criticismo verrà sempre più descritto da Schelling come una filosofia negativa, che studia soltanto le condizioni formali senza cui la realtà non può essere pensata, a prescindere dal contenuto di essa.

Mentre Fichte e Schelling avevano così identificato il criticismo con l'idealismo, Hegel se ne discosta nettamente, contestando a Kant di anteporre la critica della conoscenza alla conoscenza stessa, presumendo di giudicare quest'ultima ancora prima di conoscerla:
(Hegel, Scienza della Logica, 1812)

## Neocriticismo
Nella seconda metà del XIX secolo il filosofo Otto Liebmann tentò una riproposizione in chiave nuova del criticismo kantiano, all'insegna del manifesto programmatico «Bisogna tornare a Kant». Le correnti che si svilupparono in seno al neocriticismo fecero capo principalmente alla scuola di Marburgo e a quella di Baden. Notevoli furono tuttavia le differenze rispetto all'originaria impostazione di Kant, ad esempio Cassirer ne offrì una rilettura alla luce di Leibniz, attenuando la contrapposizione tra sensi e intelletto e rivalutando il ruolo di quest'ultimo rispetto ai primi.
Una più recente rielaborazione del criticismo è il razionalismo critico di Karl Popper, che assegna alla ragione un ruolo essenzialmente critico, negativo, secondo cui cioè il criterio della conoscenza umana, ritenuta fallibile, congetturale, non può basarsi sul principio della verificabilità, bensì su quello opposto della falsificabilità.